# Frank Wartenberg
Frank Wartenberg (né le 29 mai 1955 à Bülzig) est un athlète allemand spécialiste du saut en longueur. 

## Carrière
Vainqueur des Championnats d'Europe juniors de 1973, il se distingue lors de la saison 1976 en établissant la marque de 8,18 m le 10 juillet 1976 à Berlin-Est. Sélectionné pour les Jeux olympiques de Montréal, Wartenberg monte sur la troisième marche du podium avec un saut à 8,02 m, derrière les Américains Arnie Robinson et Randy Williams.
Licencié au SC Chemie Halle, il remporte les championnats d'Allemagne de l'Est de 1976.
En 1977, Frank Wartenberg épouse la demi-fondeuse Christiane Stoll.

### Palmarès
| Date | Compétition                    | Lieu            | Résultat | Marque |
| ---- | ------------------------------ | --------------- | -------- | ------ |
| 1973 | Championnats d'Europe juniors  | Duisbourg       | 1er      | 7,85 m |
| 1974 | Championnats d'Europe en salle | Göteborg        | 8e       |        |
| 1976 | Jeux olympiques                | Montréal        | 3e       | 8,02 m |
| 1977 | Championnats d'Europe en salle | Saint-Sébastien | 5e       | 7,68 m |

### Records
| Épreuve          | Performance | Lieu       | Date            |
| ---------------- | ----------- | ---------- | --------------- |
| Saut en longueur | 8,18 m      | Berlin-Est | 10 juillet 1976 |